# Efraín A. Gutiérrez (Chiapas)
Efraín A. Gutiérrez es una localidad del estado mexicano de Chiapas. Es parte del municipio de Comitán de Domínguez.

## Toponimia
El nombre de la localidad rinde homenaje a Efraín A. Gutiérrez, gobernador de Chiapas de 1934 a 1940.

## Demografía
| Gráfica de evolución demográfica |
|                                  |

| Censo | Población |
| ----- | --------- |
| 1940  | 148       |
| 1950  | 268       |
| 1960  | 359       |
| 1970  | 491       |
| 1980  | 666       |
| 1990  | 835       |
| 2000  | 1036      |
| 2010  | 1 153     |
| 2020  | 1 337     |